# Nissan Slomiansky

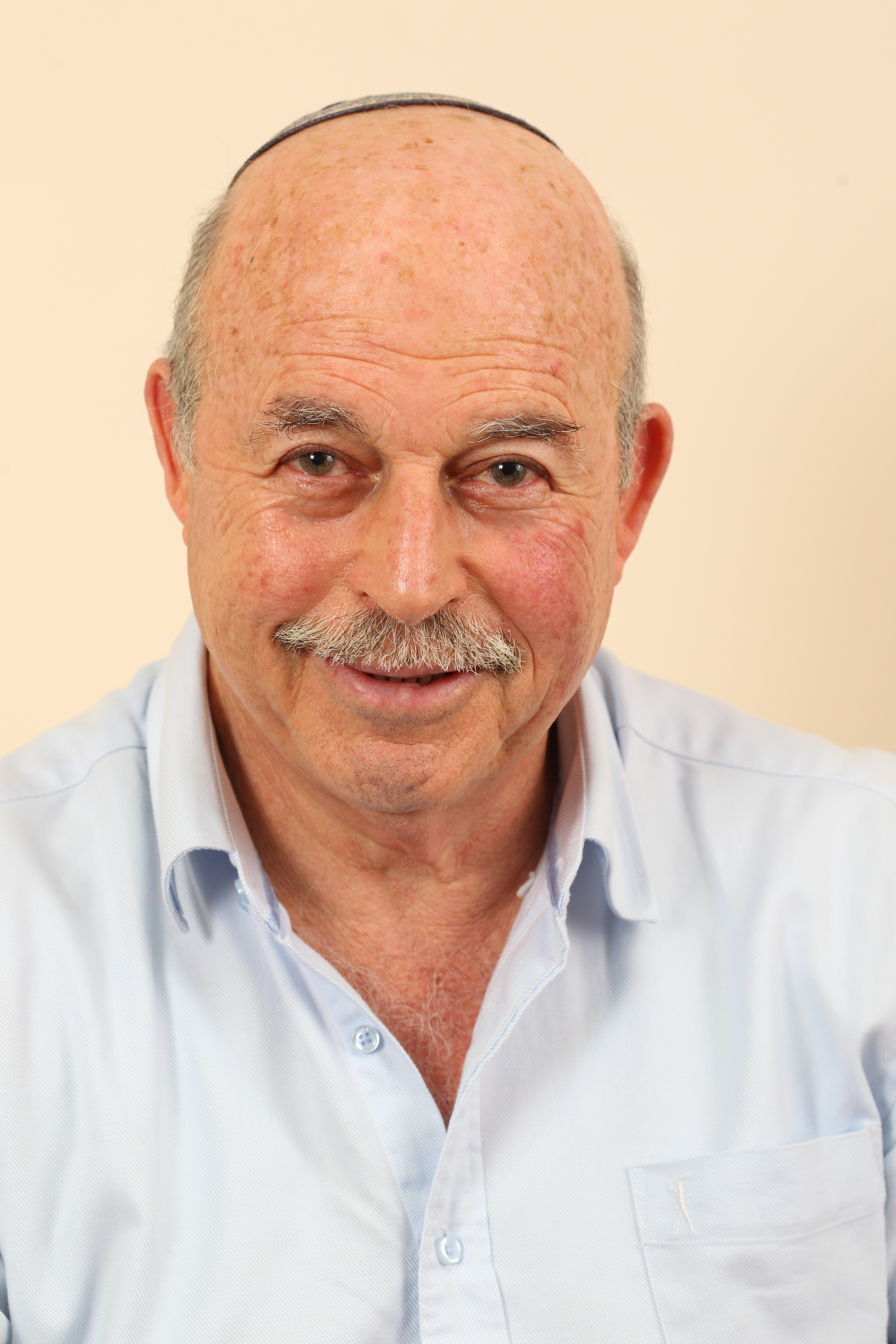
Nissan Slomiansky

Nissan Slomiansky (hebräisch ניסן סלומיאנסקי, geboren 1946 in Ramat Gan) ist ein israelischer Politiker der HaBajit haJehudi.

## Leben
Slomiansky studierte Mathematik und Physik an der Bar-Ilan-Universität. Danach studierte er an der privaten jüdisch-orthodoxen Yeshivat Kerem B'Yavneh und wurde danach als Rabbiner ordiniert. Er absolvierte danach seine Militärzeit. Slomiansky wurde Mitglied der Nationalreligiösen Partei. Von 1977 bis 1998 war er Mitglied im Stadtrat von Elkana im besetzten Westjordanland. Seit 2009 ist er Mitglied der HaBajit haJehudi. Slomiansky war von 1996 bis 2015 Abgeordneter in der Knesset. Er ist verheiratet und hat fünf Kinder.